# Griseldis (Halm)
Griseldis ist das erste veröffentlichte Drama des österreichischen Dichters Friedrich Halm. Er verarbeitet darin den bekannten Griseldis-Stoff, der zum ersten Mal in der 10. Novelle des 10. Tages von Boccaccios Decamerone auftaucht und nachher oft aufgegriffen und literarisch bearbeitet wurde. Griseldis (bei Boccaccio: Griselda) ist eine Frau aus einfachen Verhältnissen, die von einem Fürsten geheiratet wird. Um ihre Treue auf die Probe zu stellen, unterzieht ihr Mann sie unmenschlich harten Prüfungen, die sie aber mit Geduld und Standhaftigkeit übersteht. Halm verlegt die Handlung nach England in das Umfeld des sagenhaften Königs Artus, weicht aber in einem Detail stark von dem überlieferten Stoff ab: Während traditionell die Geduld und Treue der ihrem Mann bedingungslos ergebenen Ehefrau Griseldis im Vordergrund steht, verlässt Halms Griseldis ihren grausamen Ehemann am Schluss für immer, nachdem sie erfahren hat, dass alle ihre Leiden nur mutwillige, von ihrem Mann ihr auferlegte Prüfungen waren.

## Aufbau und Sprache
Das fünfaktige Drama ist überwiegend in Blankversen (reimloser fünfhebiger jambischer Vers) geschrieben, wie auch die meisten anderen Dramen Halms. Zur Hervorhebung von Schlüsselszenen tritt gelegentlich, vor allem im fünften Akt Endreim hinzu.

## Inhalt

### 1. Akt
König Artus’ Burg zu Karduel
Bei einem Fest am Hofe des Königs Artus erscheint zum ersten Mal nach dreijähriger Abwesenheit Percival, ein rauer Naturbursche im Büffelfell, der mit dem Gralsritter nicht mehr als den Namen gemeinsam hat. Er hat inzwischen die Köhlerstochter Griseldis geheiratet und schwärmt vor den adeligen Damen um Königin Ginevra von der Schönheit und Tugend seiner Frau, während er gleichzeitig seinem Abscheu gegenüber dem aus seiner Sicht verdorbenen höfischen Leben Ausdruck gibt. Ginevra und die Hofdamen hänseln ihn dafür wegen der einfachen Herkunft seiner Frau. Es kommt zum Eklat, als Percival Ginevra schroff beleidigt. Der schnell hinzutretende Artus kann gerade noch einen Zweikampf zwischen Percival und Ginevras Beschützer Lancelot verhindern. Percival fordert, die Königin müsse von Rechts wegen vor seiner Frau Griseldis niederknien. Artus bietet Percival an, diese erneute Beleidigung durch einen Widerruf ungeschehen zu machen. Percival lehnt das stolz ab. Ginevra schlägt als Ausweg aus der verfahrenen Situation vor, Griseldis solle drei Proben ihrer Tugend ablegen: Percival soll ihr zuerst ihren einzigen kleinen Sohn wegnehmen und sie sodann verstoßen, hilflos, arm und nackt. Beides müsse sie widerspruchslos über sich ergehen lassen, und wenn sie dann drittens Percival immer noch liebt wie zuvor, will Ginevra vor ihr niederknien. Percival willigt sofort in das grausame Spiel ein und zweifelt keinen Moment daran, dass seine Frau die Proben bestehen werde.

### 2. Akt
Percivals Burg Pendennys
Mit Ungeduld wartet Griseldis auf den Boten Ronald, den sie losgeschickt hat, um eine Versöhnung mit ihrem alten Vater, dem Köhler Cedric, herbeizuführen. Dieser zürnt seiner Tochter, weil sie zugelassen hat, dass Percival ihn wegen mangelnder Ehrerbietung aus seiner Burg verstieß, und weil sie in der Todesstunde ihrer Mutter nicht bei ihr war, sondern lieber ihren kranken Gatten versorgt hat. Der Bote bringt die Nachricht, dass Cedric immer noch zu keiner Versöhnung bereit ist. Percival erscheint mit Gawin und Tristan, deren Aufgabe es ist, Percival bei dem geplanten Betrug zu überwachen. Gawin und Tristan versuchen ein letztes Mal, Percival von seinem Plan abzubringen. Dieser ist jedoch fest entschlossen, Griseldis den Prüfungen auszusetzen. Er verlangt nun von Griseldis, dass sie ihr gemeinsames Kind an den Artus-Hof schicke, damit es dort fern von ihr erzogen werde. Angeblich will Artus das so, um den Makel der niedrigen Geburt aus einer Köhlerin Schoß von dem Kind zu nehmen. Griseldis wehrt sich zunächst, als ihr Percival aber erzählt, dass Acht und Bann sein Los sei, wenn er den Knaben nicht ausliefere, gibt sie nach. Percival triumphiert vor seinen Genossen, weil die erste Probe bestanden ist. Gawin holt das Kind.

### 3. Akt
Burg Pendennys
In einem Monolog beruhigt Percival seine Gewissensbisse bezüglich Griseldis: Schließlich prüfe ein Mann ja auch sein Schlachtross und seine Waffen, warum nicht auch sein Weib? Tristan berichtet Percival, in welch tiefes Leid er seine Frau gestürzt habe und fordert ihn zum wiederholten Male auf, durch eine Entschuldigung bei Ginevra das Spiel und damit Griseldis’ Leid zu beenden. Doch Percivals Ehre schließt diesen Weg aus. Percival geht nur zur zweiten Probe über und verstößt Griseldis vor versammelter Dienerschaft von der Burg, angeblich wieder auf Befehl Artus’, denn dieser fordere, dass Percival sich mit einer ebenbürtigen Frau vermähle. Gehorsam verlässt Griseldis die Burg in derselben einfachen Kleidung, in der sie sie einst betreten hat. Ginevra erscheint mit ihrem Gefolge, um sich nach dem Stand der Proben zu erkundigen. Als sie erfährt, dass Griseldis ihr Kind weggegeben und die Burg verlassen hat, fordert sie nun die dritte Probe: Griseldis müsse beweisen, dass sie Percival trotz allem immer noch liebt wie zuvor. Tristan und Oriane raten dringend, das falsche Spiel endlich zu beenden. Percival ist jedoch schon zu weit gegangen und kann nun nicht mehr aufhören.

### 4. Akt
Gebirgswald
Griseldis sucht Zuflucht bei ihrem Vater, dem blinden Köhler Cedric, der von einem Boten erfahren hat, wie es um seine Tochter steht. Dennoch weist er sie mit hohnvollen Worten ab, da sie es nicht nötig hatte, sich um ihre armen alten Eltern zu kümmern, als sie noch eine adlige Dame gewesen war. Griseldis verteidigt sich, findet aber kein Gehör. Percival tritt auf und gibt vor, von Artus verstoßen worden zu sein. Griseldis, die immer noch meint, ihr Mann sei unschuldig und alle ihre Leiden auf Artus’  Veranlassung über sie verhängt, hält ihrem Mann die Treue und versteckt ihn in einer Höhle. Ginevra erscheint mit ihrem Gefolge und fordert von Griseldis die Auslieferung Percivals, doch diese bleibt standhaft, sogar dann noch, als man ihr droht, ihren Vater zu töten, wenn sie Percivals Versteck nicht verrät. Dieses Zeugnis von Griseldis’ Treue zu Percival genügt Ginevra, die sich nun endlich vor ihren Damen für besiegt erklärt.

### 5. Akt
Burg Pendennys
Auf Burg Pendennys bereiten Diener das Fest zur Wiederaufnahme von Griseldis vor, Lancelot aber verlässt die Burg, da er Ginevras wahres Gesicht kennengelernt hat. Artus, Ginevra und Gefolge erscheinen und enthüllen Griseldis das Komplott, das in ihren Augen nur ein Fastnachtsscherz war. Percival bittet sie um Vergebung und Ginevra, die die Wette verloren hat, kniet wie ausgemacht vor Griseldis. Griseldis’ Leidensfähigkeit aber ist durch die Erkenntnis, dass ihr eigener Mann ihre Liebe derart verraten und zum Objekt einer Wette gemacht hat, erschöpft. Sie verlässt Percival mit ihrem Vater und ihrem Kind. Percival will ihr in den Weg treten, aber Artus weist ihn zurück und lässt Griseldis ziehen.

## Entstehung
Halm bearbeitete den Griseldis-Stoff von November 1833 bis Juli 1834 in engem Kontakt mit seinem Freund und Lehrer
Michael Leopold Enk von der Burg. Um der vom Zeitgeist geschätzten Ritterromantik Rechnung zu tragen, verlegte er die Handlung an den Artus-Hof. Außerdem machte er Griseldis zum Opfer einer Wette zwischen ihrem Mann Percival und Königin Ginevra und schuf einen gänzlich neuen Schluss. Am 30. Dezember 1835 erlebte Griseldis am Wiener Burgtheater ihre Uraufführung. Der Dichter trat dabei zum ersten Mal unter dem Pseudonym Friedrich Halm hervor.

## Wirkung
Nach einer freundlichen Aufnahme der Uraufführung wurde das Stück bald bejubelt, was der schauspielerischen Leistung von Halms Freundin Julie Rettich zu verdanken war, die bei den weiteren Aufführungen die Titelrolle spielte. Von der Uraufführung bis zum 27. November 1864 zählte das Stück 83 Wiederholungen allein an der Wiener Hofbühne. Griseldis erreichte rasch andere deutsche und auch ausländische Bühnen und wurde in viele Sprachen übersetzt. Halm wurde durch dieses Stück berühmt.
Im 20. Jahrhundert ist mit dem Verblassen von Halms Ruhm auch seine Griseldis in Vergessenheit geraten.
Nach Halms Griseldis entstand das Libretto zur dreiaktigen Oper Percival und Griseldis mit dem Text von Carl Heinrich Herzel und der Musik von Carl Schnabel, die 1851 in Breslau uraufgeführt wurde.